# Шерідан (округ, Монтана)
Шаблон:StateAbbr_ 48°44′ пн. ш. 104°30′ зх. д. / 48.73° пн. ш. 104.5° зх. д.
Округ Шерідан (англ. Sheridan County) — округ (графство) у штаті Монтана, США. Ідентифікатор округу 30091.

## Історія
Округ утворений 1913 року.

## Демографія
За даними перепису
2000 року
загальне населення округу становило 4105 осіб, усе сільське.
Серед мешканців округу чоловіків було 2039, а жінок — 2066. В окрузі було 1741 домогосподарство, 1140 родин, які мешкали в 2167 будинках.
Середній розмір родини становив 2,87.
Віковий розподіл населення поданий у таблиці:
| Стать    | До 15 років | 15-21 | 22-29 | 30-39 | 40-49 | 50-65 | 65-85 | Понад 85 |
| -------- | ----------- | ----- | ----- | ----- | ----- | ----- | ----- | -------- |
| Чоловіки | 380         | 179   | 97    | 211   | 387   | 361   | 372   | 52       |
| Жінки    | 330         | 180   | 92    | 214   | 334   | 373   | 439   | 104      |

## Суміжні округи
- Rural Municipality of Happy Valley No. 10[en], Канада — північ
- Rural Municipality of Surprise Valley No. 9[en], Канада — північ
- Rural Municipality of Lake Alma No. 8[en], Канада — північ
- Вільямс, Північна Дакота — схід
- Дівайд, Північна Дакота — схід
- Рузвельт — південь
- Деніелс — захід

## Виноски
1. ↑  US Decennial Census. US Census Bureau. Архів оригіналу за 19 липня 2018. Процитовано 30 листопада 2014.
2. ↑  Historical Census Browser. University of Virginia Library. Архів оригіналу за 11 серпня 2012. Процитовано 30 листопада 2014.
3. ↑  Population of Counties by Decennial Census: 1900 to 1990. US Census Bureau. Архів оригіналу за 22 вересня 2018. Процитовано 30 листопада 2014.
4. ↑  Census 2000 PHC-T-4. Ranking Tables for Counties: 1990 and 2000 (PDF). US Census Bureau. Архів оригіналу (PDF) за 18 грудня 2014. Процитовано 30 листопада 2014.
5. ↑  State & County QuickFacts. US Census Bureau. Архів оригіналу за 18 липня 2011. Процитовано 16 вересня 2013. [Архівовано 2011-06-06 у Wayback Machine.](англ.) Наведено за англійською вікіпедією.
6. ↑  American FactFinder. Бюро перепису населення США. Архів оригіналу за 26 лютого 2012. Процитовано 31 січня 2008. [Архівовано 2008-05-21 у Wayback Machine.]

| США | Це незавершена стаття з географії США. Ви можете допомогти проєкту, виправивши або дописавши її. |